# Porterandia
Porterandia là một chi thực vật có hoa trong họ Thiến thảo (Rubiaceae).

## Loài
Chi Porterandia gồm các loài: